# Gajewo (powiat drawski)
Gajewo – wieś w Polsce położona w województwie zachodniopomorskim, w powiecie drawskim, w gminie Drawsko Pomorskie. W latach 1975–1998 miejscowość administracyjnie należała do województwa koszalińskiego. W roku 2007 wieś liczyła 11 mieszkańców. Miejscowość wchodzi w skład sołectwa Zagozd.
W miejscowości działało Państwowe Gospodarstwo Rolne Gajewo.

## Geografia
Wieś leży ok. 3,5 km na południowy wschód od Zagozda, ok. 250 m na południe od jeziora Dołgie Małe.